# 龙凤古镇
30°26′34″N 105°38′05″E / 30.4427°N 105.6348°E
龙凤古镇，位于四川省遂宁市船山区以南，东临涪江，与大白塔村接壤，西临张德桥村，南临用石桥村，北边与天星坝村和张飞梁村接壤，隶属南强镇龙凤村境内，总占地面积约为148.22公顷。2012年1月顺利通过国检，成为遂宁首个国家4A级特色旅游古镇景区。

## 历史文化
历史文化主要讲诉了龙凤由来、观音文化、古商镇文化、民俗文化、大跃进文化等。

## 特色
龙凤古镇建设有龙凤古镇苦荞忱、龙凤古镇瓷器店、龙凤古镇射箭馆、龙凤古镇回春堂、龙凤古镇棕丝鞋、龙凤古镇兵器铺、龙凤书场、妙善广场
、古楠大道、连心亭、月影酒坊等。

## 资料来源
1. ↑  .   [2013-07-16]. （原始内容存档于2013-05-25）.